# Haszmann Pál (helytörténész, 1942)
Haszmann Pál (Alsócsernáton, 1942. augusztus 12. – 2021. április 10.) erdélyi magyar népművész, helytörténész. Id. Haszmann Pál fia.

## Életpályája
Mezőgazdasági középiskolát Kézdivásárhelyen, líceumot Szászrégenben végzett. Előbb mezőgazdasági technikus Kőhalomban, Szászrégenben, 1971-től a kézdivásárhelyi múzeum alkalmazottja, 1973-tól a Sepsiszentgyörgyi Megyei Múzeum részlegeként működő Csernátoni Tájmúzeum vezetője. Könyvtártörténeti, néprajzi, településtörténeti adatközlései, a sepsiszentgyörgyi textilgyár csernátoni bedolgozóiról írt értekezése, jelképmegfejtései a Művelődés, Aluta, Fórum, Korunk hasábjain jelennek meg. 2013-ban a Magyar Érdemrend lovagkeresztje kitüntetést adományoztak részére munkája elismeréseként.

## További irodalom
- Mikó Ervin: Haszmann Pálékkal a csernátoni múzeumban. Utunk, 1976/26, 27.
- Murádin Jenő: Haszmannéknál Csernátonban. Igazság, 1978. szept. 5.
- Kónya Ádám: Csernátoni Páltól a csernátoni múzeumig. Fórum, Sepsiszentgyörgy, 1981. dec.
- A Csernátoni Tájmúzeum negyedszázada. "Haszmann Pál boldog élete"; szerk. Kónya Ádám; Székely Nemzeti Múzeum, Sepsiszentgyörgy, 1999 (Székely Nemzeti Múzeum füzetek II. sorozat)
- D. Haszmann Orsolya: A csernátoni Haszmann Pál Múzeum; Székely Nemzeti Múzeum, Sepsiszentgyörgy, 2013